# The Dynasty: Roc La Familia
The Dynasty: Roc La Familia je páté studiové album amerického rappera Jay-Z. Album bylo nahráno u vydavatelství Roc-A-Fella Records a Def Jam Recordings, a vydáno 31. října 2000.

## O albu
Původně bylo nahráváno jako kompilační album nahrávacího labelu Roc-A-Fella Records, kde v roce 2000 nahrávali umělci jako Memphis Bleek, Beanie Sigel, Amil a Freeway. Nakonec se album stalo pátým sólovým počinem Jay-Z. Oproti předchozím dvěma albům se Jay-Z neobrátil na producenty Timbalanda a Swizz Beatz, ale na nové oblíbené producenty jakými byli Just Blaze, Kanye West, Bink! a The Neptunes. Současně se jedná o jeho první album, na jehož produkci se nepodílel DJ Premier.

### Singly
První singl "I Just Wanna Love U (Give It 2 Me)" se umístil na 11. příčce v žebříčku Billboard Hot 100, jako jeho svého času nejúspěšnější. Další singly již zaznamenaly menší úspěchy – "Change the Game" (86. příčka) a "Guilty Until Proven Innocent" (82. příčka).

## Po vydání
O první týden prodeje v USA se prodalo 557 000 kusů a tím album debutovalo na první příčce žebříčku Billboard 200. Celkem se v USA prodalo 2,3 milionu kusů.

## Seznam skladeb
| Pořadí | Název                                                         | Hudba                  | Délka |
| ------ | ------------------------------------------------------------- | ---------------------- | ----- |
| 1.     | Intro                                                         | Just Blaze             | 3:10  |
| 2.     | Change the Game (ft. Beanie Sigel & Memphis Bleek)            | Rick Rock              | 3:07  |
| 3.     | I Just Wanna Love U (Give It 2 Me) (ft. Pharrell Williams)    | The Neptunes           | 3:47  |
| 4.     | Streets Is Talking (ft. Beanie Sigel)                         | Just Blaze             | 4:44  |
| 5.     | This Can't Be Life (ft. Beanie Sigel & Scarface)              | Kanye West             | 4:48  |
| 6.     | Get Your Mind Right Mami (ft. Memphis Bleek & Snoop Dogg)     | Rick Rock              | 4:22  |
| 7.     | Stick 2 the Script (ft. Beanie Sigel)                         | Just Blaze             | 4:08  |
| 8.     | You, Me, Him and Her (ft. Beanie Sigel, Memphis Bleek & Amil) | Bink!                  | 3:44  |
| 9.     | Guilty Until Proven Innocent (ft. R. Kelly)                   | Rockwilder             | 4:55  |
| 10.    | Parking Lot Pimpin' (ft. Beanie Sigel & Memphis Bleek)        | Rick Rock              | 4:15  |
| 11.    | Holla (ft. Memphis Bleek)                                     | Memphis Bleek & B-High | 3:32  |
| 12.    | 1-900-Hustler (ft. Beanie Sigel, Memphis Bleek & Freeway)     | Bink!                  | 3:54  |
| 13.    | The R.O.C. (ft. Beanie Sigel & Memphis Bleek)                 | Just Blaze             | 4:06  |
| 14.    | Soon You'll Understand                                        | Just Blaze             | 4:36  |
| 15.    | Squeeze 1st                                                   | Rick Rock              | 3:49  |
| 16.    | Where Have You Been (ft. Beanie Sigel)                        | T.T.                   | 5:33  |